# Церква Різдва Пресвятої Богородиці (Турильче, УГКЦ)
Церква Різдва Пресвятої Богородиці в Турильчому — парафія і храм греко-католицької громади Мельнице-Подільського деканату Бучацької єпархії Української греко-католицької церкви в селі Турильче Чортківського району Тернопільської области.

## Історія церкви
Згідно з архівними джерелами, у селі Турильче була мурована церква Різдва Пресвятої Богородиці, збудована у 1873 році. Її освятив митрополит Сильвестр Сембратович 13 червня 1883 року.
У 1990 році громада села розділилася на греко-католиків та православних. Православні, що згодом перейшли до ПЦУ, складають більшість і користуються колишньою греко-католицькою церквою.
З 1990 року віряни УГКЦ проводили богослужіння у приватних будинках, потім — у дерев'яній капличці. Зараз вони збираються в каплиці, переобладнаній із колгоспної контори.
На території села за пожертви парафіян відновлено та освячено хрест із чорного граніту на згадку про епідемію холери.

## Парохи
- о. Іван Кузик,
- о. Анатолій Гаврилевський,
- о. Зеновій Пасічник,
- о. Роман Савич,
- о. Микола Подушак,
- о. Іван Яморський,
- о. Олег Косован,
- о. Михайло Грицків,
- о. Володимир Старик (з 27 червня 2010).